# Utsjoki
69° 54′ 25″ N, 27° 01′ 25″ E / 69.90694°N,27.02361°E

Utsjoki, en sami del nord Ohcejohka, en sami d'Inari Uccjuuhâ i en sami skolt Uccjokk és un municipi de Finlàndia a Lapònia i està situat a l'extrem septentrional del país fent frontera amb Noruega. Va ser fundat el 1876. Ocupa una superfície de 5.371 km² i té una població de 1.281 habitants (2012).
Utsjoki té dos idiomes oficials el finès i el sami del nord.
El poble més al nord de Finlàndia i de la Unió Europea és Nuorgam que pertany a Utsjoki. La frontera amb Noruega, que la marca el riu Tana, és la frontera interestatal més al nord del món. A Utsjoki hi ha la reserva natural de Kevo, que ocupa 712 km² d'aquest municipi.

## Pobles de Utsjoki
Nuorgam, centre d'Utsjoki, Nuvvus, Dalvadas, Outakoski, Rovisuvanto, Karigasniemi i Kaamasmukka.

## Clima
La temperatura mitjana anual és -1,3 °C, la temperatura mitjana de gener és -14 °C i la de juliol +13,1 °C. La precipitació anual és de 433 mm. La vegetació correspon a la zona de transició entre la taigà i la tundra.

## Imatges

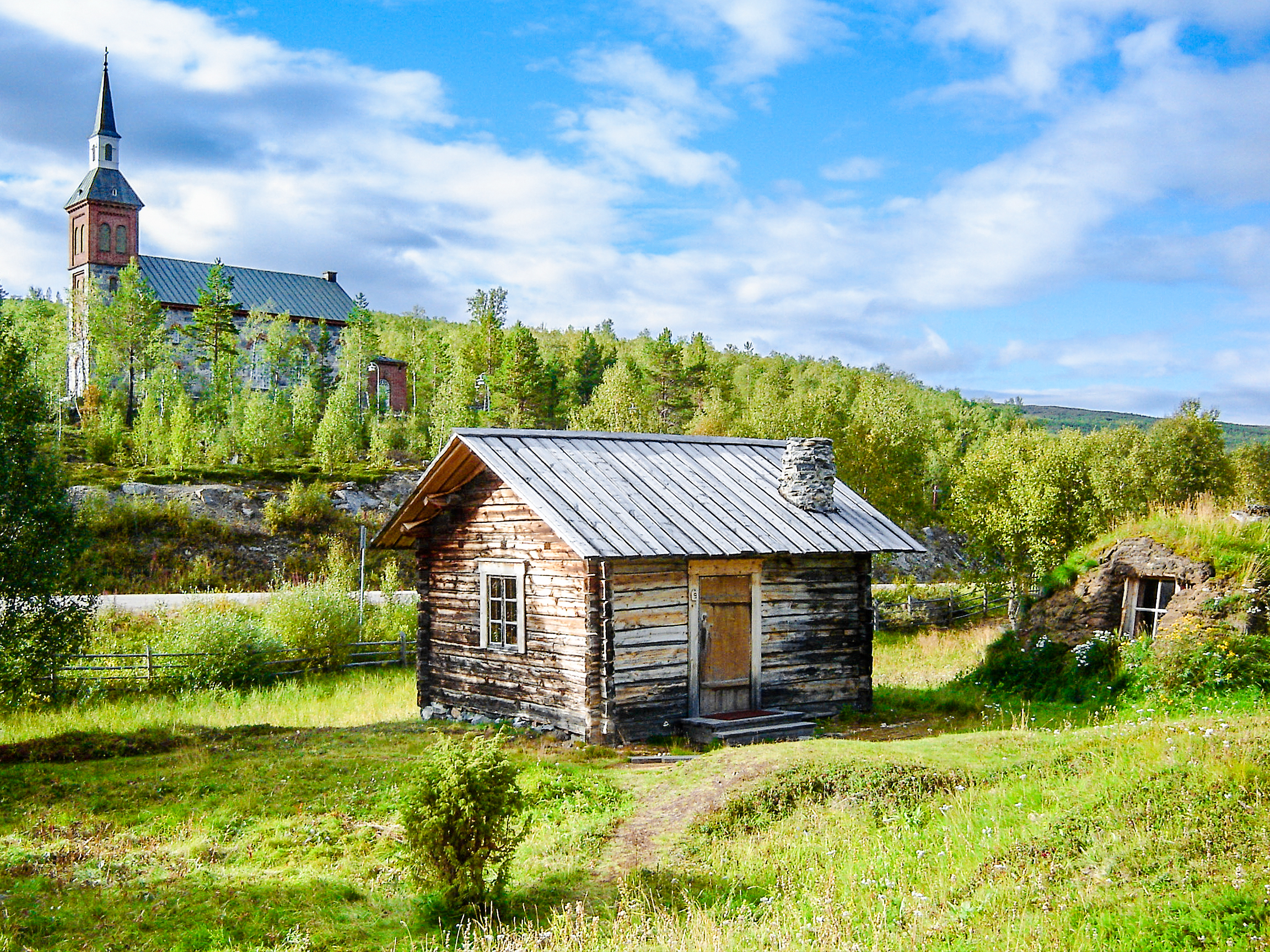
Església d'Utsjoki
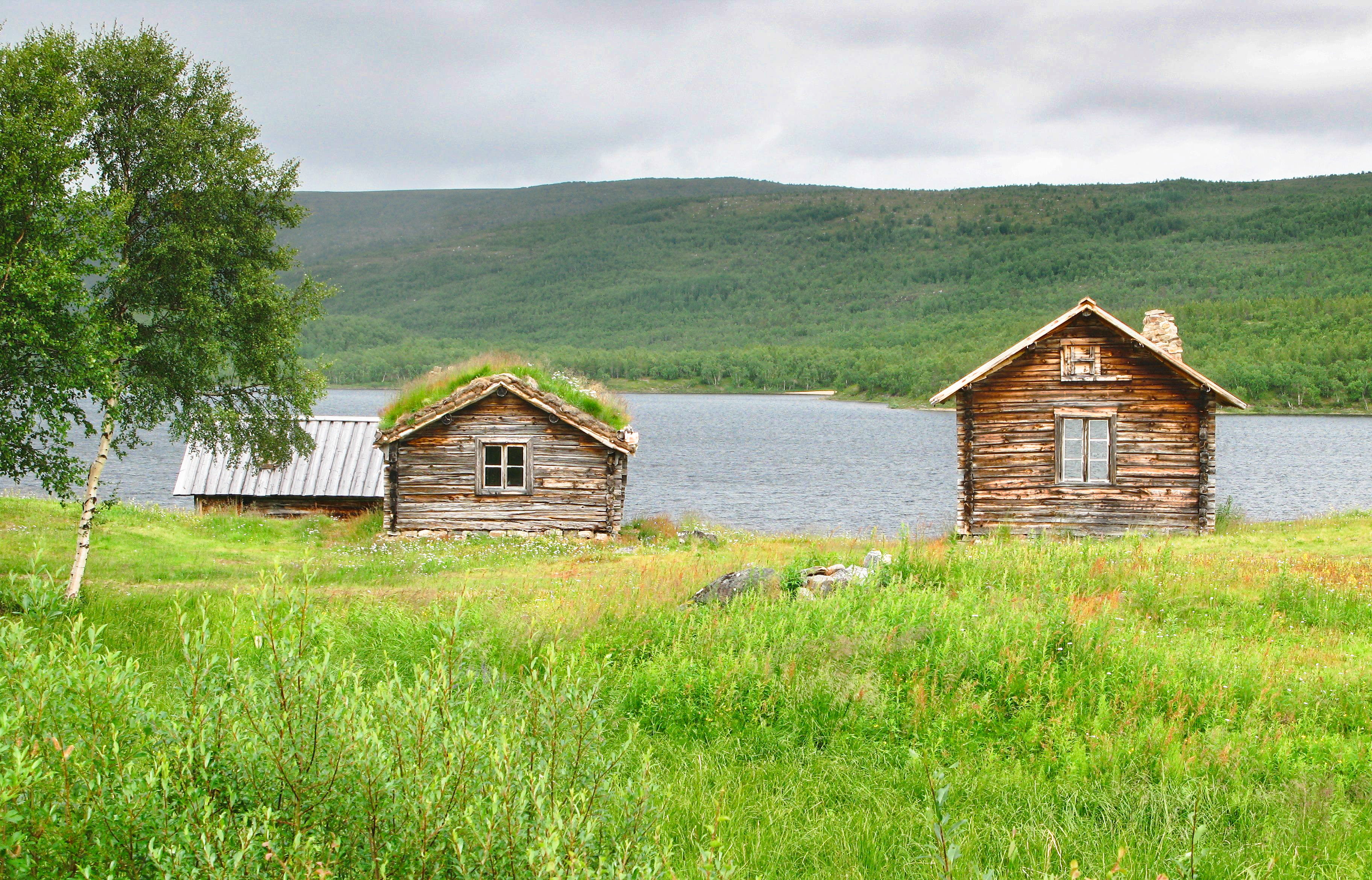
Cabanes al llac Mantojärvi, prop del poble d'Utsjoki
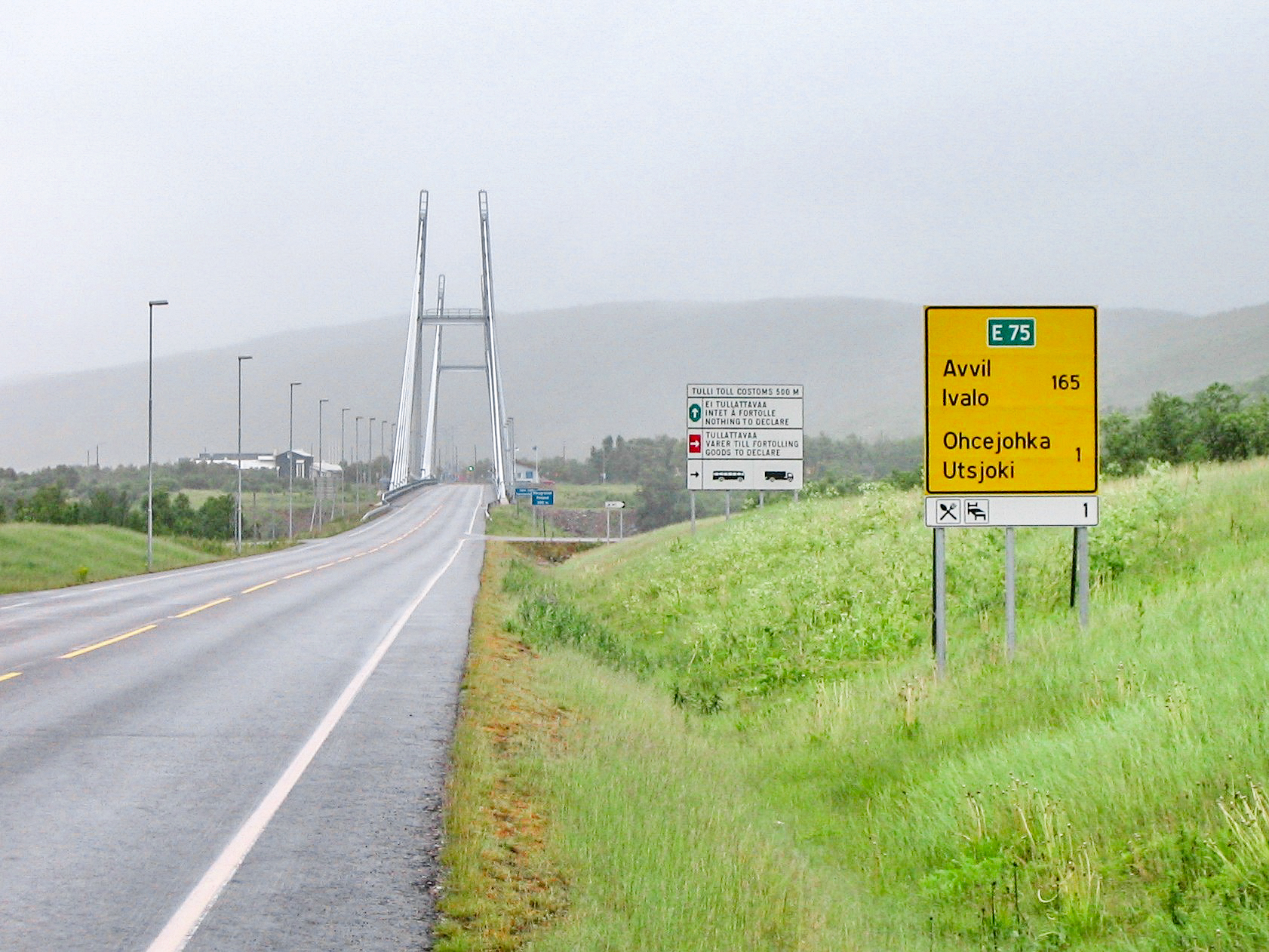
Utsjoki vist des de Noruega
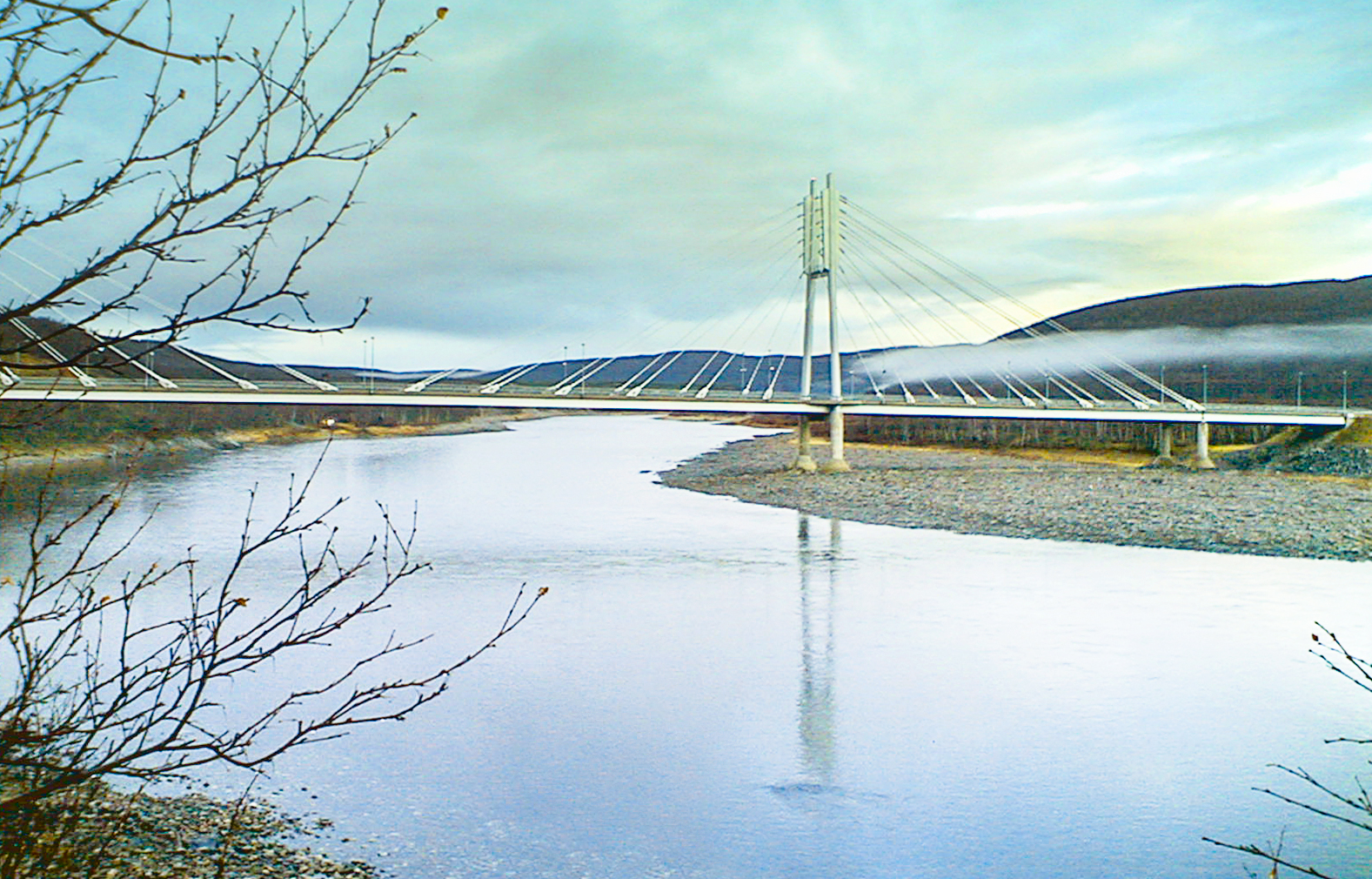
El Pont Sami connecta Utsjoki amb Noruega